# クリスティン・カンガルー
クリスティン・カーラ・カンガルー（英: Christine Carla Kangaloo、1961年12月 - ）は、トリニダード・トバゴの政治家。2023年より、女性としては同国で2人目の大統領を務める。

## 経歴
長老派教会を信仰するインド系の家庭に生まれ育つ。西インド諸島大学とトリニダード・トバゴのヒュー・ウッディング・ロースクールを卒業後、2001年1月12日に野党院内総務のパトリック・マニング率いる野党の上院議員に就任した。2002年に上院副議長、次いで首相府長官、2005年に法相と歴任した後、2007年の総選挙で人民国家運動から下院議員に当選。科学技術・高等教育相を務めた。2015年9月23日、上院議長に選出され、上院の副議長と議長の両方に就任した初めての人物となった。
2023年、カンガルーは与党・人民国家運動 (PNM) より大統領候補に推薦され、1月20日に実施された大統領選挙において、野党・統一国民会議 (UNC) 候補のイスラエル・カーン(Israel Khan)刑事弁護士を48票対22票（無効票3）で破り第7代大統領に当選した。